# Oxira nyei
Oxira nyei är en fjärilsart som beskrevs av Charles Boursin 1969. Oxira nyei ingår i släktet Oxira och familjen nattflyn. Inga underarter finns listade i Catalogue of Life.